# روابط ایران و گواتمالا
روابط ایران و گواتمالا روابط بین الملل ایران و گواتمالا است. هر دو کشور در تاریخ ۲۵ ژانویه ۱۹۹۳ روابط دیپلماتیک برقرار کردند. 

## روابط دیپلماتیک
گواتمالا و ایران در ۲۵ ژانویه ۱۹۹۳ روابط دیپلماتیک برقرار کردند، اگرچه این دو تبادلات دیپلماتیک و تجاری اندکی دارند. در ۳ ژانویه ۲۰۱۲، به این دلیل که تمامی سران ۱۴۹ کشوری که گواتمالا با آن روابط داشت به مراسم تحلیف رئیس‌جمهور اتو پرز مولینا دعوت شدند جنجال‌هایی به پا شد. در میان این ۱۴۹ سران کشورها، محمود احمدی‌نژاد نیز به این مراسم دعوت شده بود. 
ایران یک سفیر همزمان برای گواتمالا از مکزیک و گواتمالا سفیر همزمان برای ایران از نیویورک دارد.